# Вагенар, Ян
Ян Вагенар (нидерл. Jan Wagenaar; 25 октября 1709 года, Амстердам — 1 марта 1773 года, там же) — голландский историк.

## Биография и творчество
Готовясь к торговому званию, был отдан на обучение в купеческую контору. Пристрастился к литературе и в свободные часы изучал греческий и еврейский языки, математику, философию и историю; затем исключительно родной язык и историю.
В 1739 году издал первые пять томов сочинения «Нынешнее состояние Соединенных Штатов» (Tegenwoordige Toestand van de Vereenigde Staaten), и в богословских спорах раскрыл необыкновенную учёность в трактате «О крещении младенцев». В следующие, бурные для Голландии годы высказывал своё политическое мнение, восставая против штатгалтера соединённых областей, и в том же духе издал позже «Отечественную историю» (Vaderlandsche Historie vervattende de geschiedenissen der nu Vereenigde Nederlanden, 1751). Сочинение было переведено на немецкий и французский языки и было признано — вместе с «Продолжением Отечественной истории» (52 тома; 1788-91) — лучшим изложением истории Нидерландов на голландском языке. Содержит драгоценное собрание исторических фактов; но когда касается Оранского дома, Вагенар искажает истину.
В 1752 г. издал учебный курс «О способе толковать священное писание». В защиту пенсинария де Витта, из-за нападений его противников, написал «Характер Яна де Витта, описанный так как он был», и в 1758 г. распоряжением Амстердамского магистрата был назначен историографом Голландии, а через два года городским секретарём. Должности открыли ему все государственные архивы; ими он воспользовался для издания «Исторического описания Амстердама». Также написал ещё несколько мелких сочинений и политических брошюр.

## Труды
Труды Вагенара сохранили научный интерес благодаря достоверности приводимых исторических фактов.
- Капитальный труд Вагенара: «De vaderlandsche historie vervattende de gesshiedenissen der veenigde Nederlanden» (21 т., Амстердам, 1749—50; немецкий перевод Тоце, 8 т., Лейпциг, 1756), обнимающий историю Нидерландов до 1751 г.
- Чтобы связать предыдущий труд с его продолжением «Vervolg van Wagenaar Vaderlandsche historie» (48 т., Амстердам, 1788—1810 гг.), обнимающим период голландской истории с 1776 до 1802 г., были изданы впоследствии ещё три тома (22—24 т., Амстердам, 1789 и сл.), где изложена истории страны в 1751—1774 гг.
- Описание нидерландских соединенных штатов (12 т., Амстердам, 1739) и описание города Амстердама (3 т., Амстердам, 1760).

Посмертно были изданы:
- «Исторические и Политические очерки» ;
- «Записки о природе»;
- «О достоинстве Штатгалтера соединенных Нидерландов», и др.